# Talizman
Talizman (fr. talisman, hiszp. talismán; z arab. tilsam lub tilasm = „obraz magiczny z mistycznymi znakami przeciw czarom”; z gr. télesma = „konsekracja”) – przedmiot z przypisywanym mu działaniem magicznym (często drobny), mający przynosić jego posiadaczowi szczęście lub chronić przed nieszczęściami. 
Talizmany są czasem utożsamiane z amuletami, które zazwyczaj pełnią jedynie funkcje ochronne. Wg części historyków, talizmany różnią się od amuletów tym, że na talizmanach wypisano słowa czy litery.
Według badań CBOS w 2018 roku 5% Polaków nosiło wtedy talizmany (popularne szczególnie wśród młodszych osób).